# Ferdinand Šimon Heyrovský
Ferdinand Šimon Heyrovský (25. října 1769 Rokycany – 2. prosince 1839 Rokycany) v letech 1798–1839 byl purkmistrem v Rokycanech.

## Život
Vystudoval gymnázium u sv. Markéty na pražském Břevnově a poté právnickou fakultu v Praze. V letech 1798, 1801 a 1804 složil na právnické fakultě Karlo-Ferdinandovy university potřebné rigorosní zkoušky a 12. listopadu 1804 byl promován na doktora práv. Zde pro něj bylo zásadní seznámení se s Janem Měchurou (tchánem Františka Palackého). Během jeho vedení město Rokycany překonalo následky ničivého ohně a došlo k modernizaci (likvidace hradeb, výstavba sociálních ústavů a školy apod.).
Ferdinand Šimon Heyrovský měl se svojí ženou Rosalií Dorotheou Cardello šest dětí (Ignáce, Adolfa, Jana, Karla, Ferdinanda a Aloisii).